# スティーヴン・クウェイク

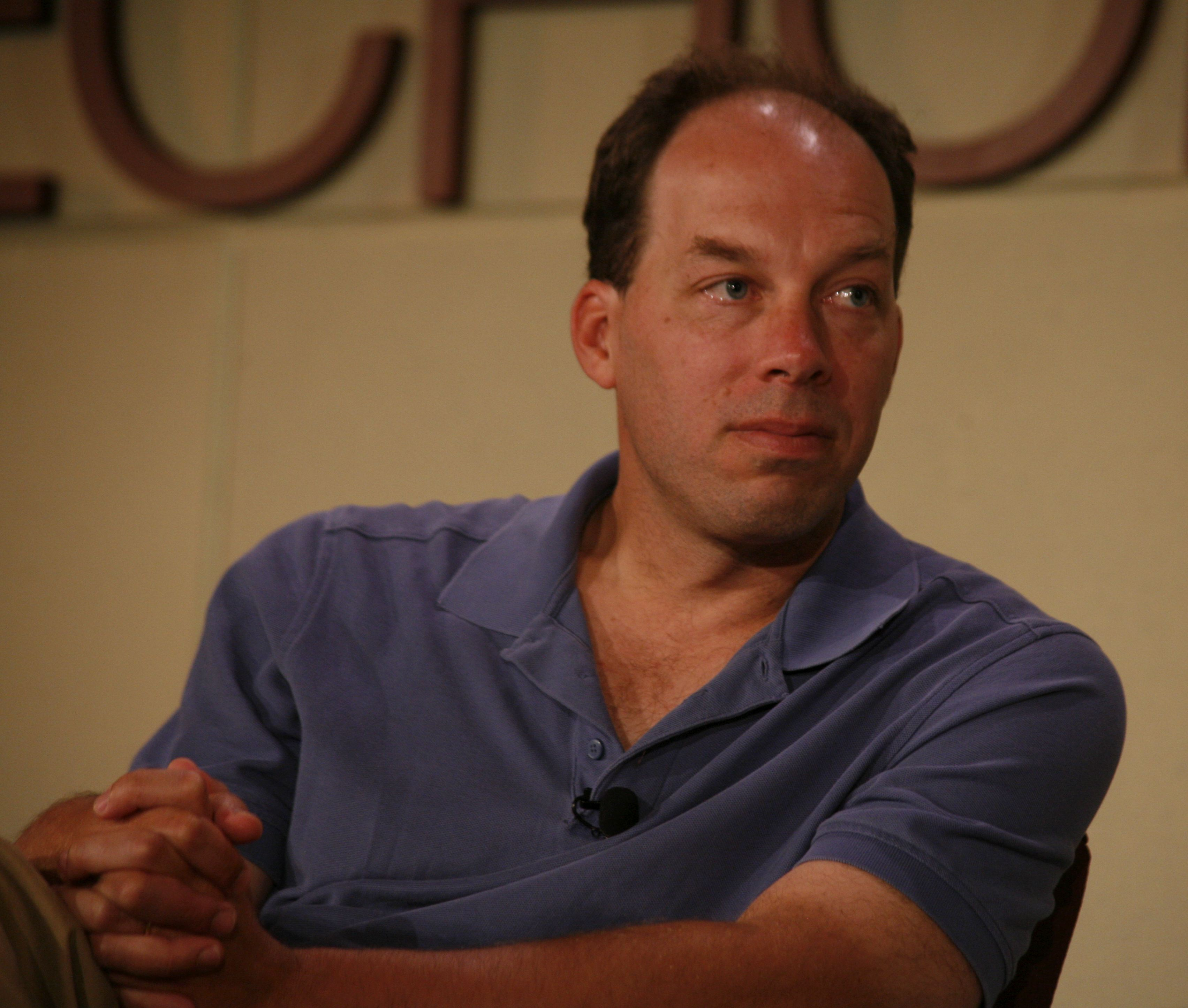
スティーヴン・クウェイク

スティーヴン・ロナルド・クウェイク（Stephen Ronald Quake、1969年 - ）は、アメリカ合衆国の生物物理学者、流体力学者。主な業績はナノリットル・スケールにおける流体現象の研究。

## 経歴
1991年にスタンフォード大学を卒業後、1994年にオックスフォード大学で理論物理学のPh.D.を取得した。その後はスタンフォード大学のスティーブン・チューの下で博士研究員として勤務した。1996年にカリフォルニア工科大学教授に就任。2005年からスタンフォード大学で教授を務める。また2006年から2016年までハワード・ヒューズ医学研究所で研究を行った。

## 主な受賞歴
- 2013年 - HFSP中曽根賞
- 2015年 - ガベイ賞
- 2016年 - マックス・デルブリュック賞
- 2022年 - クラリベイト引用栄誉賞

## 参照
- Stephen Quake's group at Stanford University
- Lederman, Lynne (July 2007). “Stephen Quake, D. Phil.—At the Interface of Physics and Biology”. BioTechniques 43 (1):  19. doi:10.2144/000112501.